# Flygolyckan på Vikbo Gård
Flygolyckan på Vikbo Gård, även känd som Vikboolyckan, var en flygolycka 26 oktober 1960 i Vikbo Gård utanför Köping. Flygningen, vilket var en Saab Lansen på övervakningsuppdrag från Västgöta flygflottilj, lyfte från Karlsborgs flygplats på morgonen den 26 oktober 1960 och flög norrut längs med kusten av Vättern. Strax ovanför Köping beskrev piloten Uno Magnusson att han hade fått motorproblem och bestämde sig för att använda katapultmekanismen. Flygplanet, som då var obemannat, gled in i stugan på Vikbo Gård och dödade 7 personer.